# Hima Douglas
Hima Ikimotu Douglas Takelesi, né en 1946 ou 1947, est un journaliste, entrepreneur, homme politique et diplomate niuéen.

## Biographie
Titulaire d'une licence de comptabilité d'une université en Nouvelle-Zélande, il fait carrière dans la radiodiffusion pour la Communauté du Pacifique. Il co-fonde ensuite le premier hôtel de Niué, et travaille également comme guide touristique.
Il est élu au Parlement de Niué aux élections de 1999, et est nommé ministre adjoint à divers portefeuilles ministériels dans le gouvernement de Sani Lakatani,. En 2001, il est nommé haut commissaire (ambassadeur) de Niué en Nouvelle-Zélande, et démissionne pour cela de ses fonctions de député. Il est le premier ambassadeur nommé pour représenter le micro-État de Niué auprès d'un pays étranger, et exerce cette fonction jusqu'en 2004,,.
Il est ensuite nommé directeur général de la Broadcasting Corporation of Niue (en), la société de radiodiffusion publique du pays. Après avoir pris sa retraite, il devient directeur de la compagnie touristique Toamana Tours and Travel (ainsi que guide touristique pour cette compagnie),, puis fonde en 2017 un blog d'information, Tala Niue (« Nouvelles de Niué »), dont il est le rédacteur en chef et le principal journaliste.
Après les élections législatives de 2020, les députés doivent élire comme président du Parlement une personne extérieure à l'assemblée. Hima Douglas est nommé. Il recueille les voix de dix députés, contre dix également pour le président sortant Togiavalu Pihigia (en). Un second tour produit le même résultat, et Hima Douglas est finalement élu au troisième tour avec onze voix contre neuf,. Il est réélu à cette fonction après les élections législatives de 2023.
Historien amateur, il est l'un des présentateurs du documentaire "The Forgotten Soldiers of Niue" (« Les soldats oubliés de Niué ») diffusé par Radio New Zealand en avril 2024 et relatant l'histoire des cent-cinquante soldats volontaires niuéens ayant pris part à la Première Guerre mondiale.